# Награда Никола Милошевић
Награда Никола Милошевић, ранија позната под називом Награда Књига године, годишње је признање које Радио Београд 2 додељује за најбољу књигу из области теорије књижевности и уметности, естетике и филозофије. Награда је установљена 2002. године, на иницијативу Ђорђа Малавразића, тадашњег главног и одговорног уредника Радио Београда 2. Од 2007. носи име српског филозофа, теоретичара књижевности и писца Николе Милошевића.

## Добитници
| Година | Добитник          | Дело                                                            | Изв.          |
| ------ | ----------------- | --------------------------------------------------------------- | ------------- |
| 2002.  | Милан Брдар       | Филозофија у Дишановом писоару                                  | [ 2 ]         |
| 2003.  | Милош Арсенијевић | Време и времена                                                 | [ 3 ]         |
| 2004.  | Миле Савић        | Политика филозофског дискурса                                   | [ 3 ]         |
| 2005.  | Часлав Копривица  | Идеје и начела                                                  | [ 3 ]         |
| 2006.  | Слободан Грубачић | Александријски светионик                                        | [ 3 ]         |
| 2007.  | Радоман Кордић    | Политика књижевности                                            | [ 3 ]         |
| 2008.  | Предраг Крстић    | Филозофска животиња                                             | [ 3 ]         |
| 2009.  | Мило Ломпар       | Негде на граници филозофије и литературе                        | [ 3 ]         |
| 2010.  | Драган Стојановић | Енергија сакралног у уметности                                  | [ 3 ]         |
| 2011.  | Драган Проле      | Хуманост страног човека                                         | [ 3 ]         |
| 2012.  | Данило Баста      | Над преписком Мартина Хајдегера                                 | [ 3 ]         |
| 2013.  | Слободан Жуњић    | Прирок и суштаство                                              | [ 4 ]         |
| 2014.  | Јасмина Ахметагић | Приповедач и прича                                              | [ 5 ]         |
| 2015.  | Александра Манчић | Ђордано Бруно и комуникација: Превођење идеја                   | [ 6 ]         |
| 2016.  | Јелена Пилиповић  | Ка лепоти: Еротолошко читање Сапфине поезије                    | [ 7 ]         |
| 2017.  | Зоја Бојић        | Антички историографи уметности и Калистрат о скулптури          | [ 8 ]         |
| 2018.  | Јован Бабић       | Огледи о одбрани                                                | [ 9 ]         |
| 2019.  | Ненад Николић     | Идентитет српске књижевности: прича о књижевноисторијској идеји | [ 10 ]        |
| 2020.  | Новица Милић      | Политичка наратологија: Оглед о демократији                     | [ 11 ]        |
| 2021.  | Горана Раичевић   | Агон и меланхолија: Живот и дело Милоша Црњанског               | [ 12 ]        |
| 2022.  | Тихомир Брајовић  | Тумачење лирске песме — од теорије до интерпретативне праксе    | [ 13 ]        |
| 2023.  | Мирко Зуровац     | Онтологија уметности                                            | [ 14 ]        |
| 2024.  | Јован Попов       | Горди и понизни: Парадоксалисти Фјодора Достојевског            | [ 15 ] [ 16 ] |